# Carrefour de l'Odéon
Pour l’article ayant un titre homophone, voir Carrefour de Lodéon.
Le carrefour de l'Odéon est une place située dans le quartier de l'Odéon dans le 6e arrondissement de Paris. Il est fréquemment confondu avec la place Henri-Mondor, attenante et délimitée par le boulevard Saint-Germain, qui est distincte de ce dernier au cadastre.

## Situation et accès
Le carrefour de l'Odéon est desservi à proximité par les lignes 4 et 10 à la station Odéon.

## Origine du nom
Il porte ce nom en raison du voisinage du théâtre de l'Odéon.

## Historique

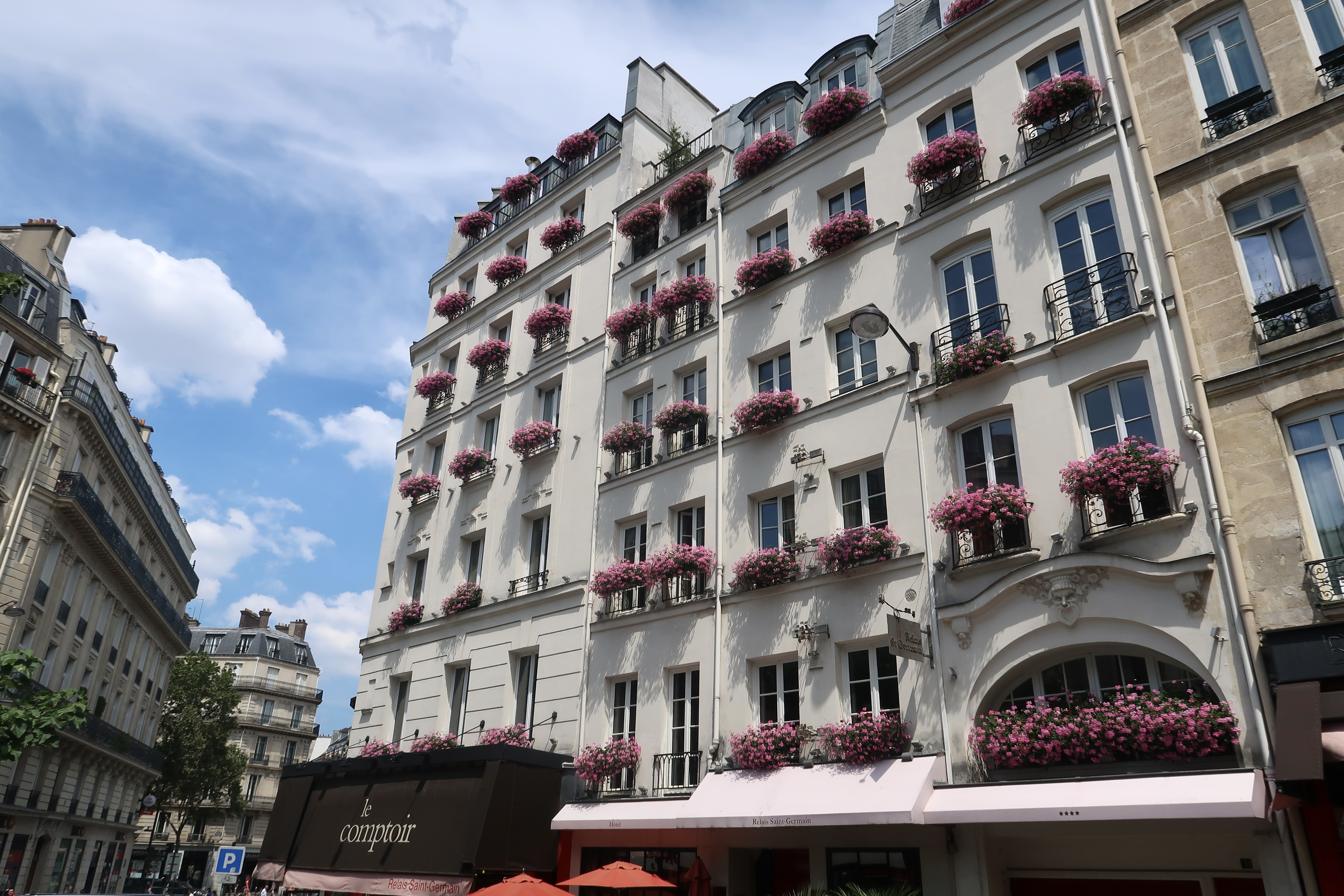
No 9.

Le carrefour de l'Odéon est ouvert sur l'espace de la rue de Condé par des lettres de patente datant du 10 août 1779 sous le nom de le nom de « carrefour du Riche-Laboureur ». Il prend sa dénomination actuelle en 1801 en référence à la salle de spectacles renommée théâtre de l'Odéon en 1797.

## Bâtiments remarquables et lieux de mémoire
- No 4 : sur le terre-plein situé face à cet immeuble, un buste de Charles Aznavour, inauguré en mai 2021[3], est orienté vers l'Odéon et le quartier d'enfance du chanteur (une plaque est apposée 36 rue Monsieur-le-Prince depuis 2019). Offerte par la fondation Aznavour à la ville de Paris, la sculpture est réalisée d'après un plâtre de 1964 de l'artiste arménienne Alice Mélikian[4].
- No 6 (portant aussi le no 2 rue des Quatre-Vents) : immeuble signé et daté CHARLES GOSSART / ARCHITECTE D.P.L.G. / 1907 au-dessus de la plaque de rue.
- No 18 (portant aussi les nos 2 rue Monsieur-le-Prince et 1 rue de l'Odéon) : immeuble (1680[5]) dont le rez-de-chaussée a abrité au XIXe siècle une boutique de la chocolaterie Grondard[6].